# Ernesto I di Svevia
Ernesto I (... – 31 marzo o 31 maggio 1015) fu duca di Svevia dal 1012 alla morte.

## Biografia
Era figlio di Leopoldo I, magravio d'Austria, della dinastia Babenberg e di Riccarda di Sualafeldgau.
Nel 1012 il re dei Franchi Orientali Enrico II conferì il ducato di Svevia a Ernesto in seguito alla morte senza figli del duca Ermanno III. Per legittimare ulteriormente il suo dominio di duca, sposò Gisella di Svevia, sorella maggiore di Ermanno e vedova del conte Bruno I di Brunswick.
Ernesto morì nel 1015 a seguito di un incidente di caccia e gli successe suo figlio maggiore Ernesto. Fu sepolto a Würzburg, accanto al padre.

## Famiglia e figli
Ernesto sposò Gisella di Svevia, figlia sorella maggiore del precedente duca di Svevia Ermanno III. I due ebbero due figli:
- Ernesto, successe al padre come duca di Svevia, titolo che tenne dal 1015 alla morte;
- Ermanno, successe al fratello come duca di Svevia, titolo che tenne dal 1030 alla morte.

Successivamente Gisella, due volte vedova, si risposò con l'imperatore dei Romani Corrado II il Salico.

## Ascendenza
|                          |                           |   | Genitori |  |  | Nonni             |  |  | Bisnonni           |  |
|                          |                           |   |          |  |  | Enrico di Baviera |  |  | Arnoldo di Baviera |  |
|                          |                           |   |          |  |  | Enrico di Baviera |  |  | Arnoldo di Baviera |  |
|                          |                           | … |          |  |  | Enrico di Baviera |  |  |                    |  |
| Leopoldo I di Babenberg  |                           |   |          |  |  | Enrico di Baviera |  |  |                    |  |
|                          |                           | … | …        |  |  |                   |  |  |                    |  |
|                          |                           | … | …        |  |  |                   |  |  |                    |  |
|                          |                           | … | …        |  |  |                   |  |  |                    |  |
| Enrico I di Svevia       |                           | … |          |  |  |                   |  |  |                    |  |
|                          | Enrico IV di Sualafeldgau | … |          |  |  |                   |  |  |                    |  |
|                          | Enrico IV di Sualafeldgau | … |          |  |  |                   |  |  |                    |  |
|                          | Enrico IV di Sualafeldgau | … |          |  |  |                   |  |  |                    |  |
| Riccarda di Sualafeldgau | Enrico IV di Sualafeldgau |   |          |  |  |                   |  |  |                    |  |
|                          |                           | … | …        |  |  |                   |  |  |                    |  |
|                          |                           | … | …        |  |  |                   |  |  |                    |  |
|                          |                           | … | …        |  |  |                   |  |  |                    |  |
|                          |                           | … |          |  |  |                   |  |  |                    |  |